# びわこリハビリテーション専門職大学
びわこリハビリテーション専門職大学（びわこリハビリテーションせんもんしょくだいがく、英語: Biwako Professional University of Rehabilitation）は、滋賀県東近江市に本部を置く私立の専門職大学。

## 概要
学校法人藍野大学が設置する理学療法士・作業療法士の養成施設であった専修学校「滋賀医療技術専門学校」を改組し、2020年4月に開設。リハビリ系国家資格を取得できる滋賀県内初の養成大学となる。

## 基礎データ
- リハビリテーション学部
  - 理学療法学科
  - 作業療法学科
  - 言語聴覚療法学科

### 取得可能な資格
- 理学療法学科：理学療法士国家試験受験資格
- 作業療法学科：作業療法士国家試験受験資格
- 言語聴覚療法学科：言語聴覚士国家試験受験資格

### 所在地
- 滋賀県東近江市北坂町967

## 沿革
- 1996年4月　滋賀医療技術専門学校開校
- 2018年10月　びわこリハビリテーション専門職大学設置申請
- 2019年9月6日　びわこリハビリテーション専門職大学設置認可[3]
- 2020年4月1日　滋賀医療技術専門学校を改組し、びわこリハビリテーション専門職大学開学
- 2024年4月1日　言語聴覚療法学科　新設

## 大学関係者と組織
- 学校法人藍野大学理事長　山本嘉人
- 学長　角野文彦　元滋賀県健康医療福祉部理事(医師)、滋賀医科大学非常勤講師